# اچ‌ام‌سی‌اس ارس
اچ‌ام‌سی‌اس ارس (به انگلیسی: HMCS Arras) یک کشتی بود که طول آن ۱۳۰ فوت (۴۰ متر) بود. این کشتی در سال ۱۹۱۷ ساخته شد.